# Isabel Lopes
Isabel Maria Lopes (15 de abril de 1970) é uma professora, deputada e política portuguesa. Foi deputada à Assembleia da República na XIV legislatura pelo Partido Social Democrata. É professora do Ensino Superior.